# Fraude
El fraude es la acción contraria a la verdad y a la rectitud o ley -fraude de ley-, que perjudica a la persona contra quien se comete. Puede ser constitutiva de delitos.

## Estafa y fraude de ley
Engaño económico con la intención de conseguir un beneficio, y con el cual alguien queda perjudicado. Existen numerosas estafas y fraudes asociados a distintas prácticas: electorales, fiscales, bancarias (de créditos hipotecarios -IRPH- y cláusulas abusivas), hoteleras e inmobiliarias (multipropiedad, bonos de hotel, alquiler de viviendas inexistentes).

## Razonamiento jurídico del fraude
El engaño es el núcleo del tipo penal de la estafa. La persona que comete el delito (sujeto activo) consigue un bien patrimonial mediante el engaño, es decir, haciendo creer la existencia de una cosa que en realidad no existe. Como por ejemplo sería el hecho de solicitar la entrega de un anticipo de 500 euros como pago por anticipado (entrada) para la adquisición de una vivienda en un conjunto residencial, cuando el inmueble en cuestión no existe .
El patrimonio o propiedad es el bien jurídico protegido. Actualmente se prefiere decir patrimonio, que consiste en una universalidad de derecho (universitas iuris), que se constituye por activos y pasivos.
Hay diferentes modalidades de estafa, puesto que se entiende que el engaño se puede producir tanto de una manera activa (lo más frecuente) como de una manera pasiva. El problema principal para entender que un engaño, de una manera pasiva, pueda ser calificado como estafa, es que el engaño tiene que ser suficiente para producir un acto de disposición. Una actuación pasiva (no informar, o no contar algo) es difícil que provoque un engaño de esta magnitud.
Para evitar los fraudes y engaños las personas deben aprender a desarrollar suspicacia, mas la misma sólo se aprende mediante las malas experiencias. La inocencia o ingenuidad hace que las personas se conviertan en blanco fácil de quienes cometen fraude, de un modo particular las personas con autismo suelen ser más vulnerables. 

### Tipo penal del fraude
El núcleo del tipo penal de estafa consiste en el engaño. El sujeto activo del delito se hace entregar un bien patrimonial, por medio del engaño o amparándose en cláusulas abusivas existentes en un contrato.

## Tipos de fraude
- Cohecho o soborno
- Corrupción (abuso de poder):
  - Corrupción empresarial
  - Corrupción policial
  - corrupción política
- Dolo - Mentira
- Engaño
- Estafa
- Falsificación
- Fraude de funcionario público[4]
- Fraude de tarjetas de crédito
- Fraude bancario
- Fraude de ley
- Fraude fiscal (Fraude a la ley tributaria)
- Fraude colectivo
- Fraude de acreedores
- Fraude electoral
- Fraude electrónico
- Fraude telefónico
- Fraude eléctrico
- Fraude de paternidad
- Fraude inmobiliario
- Malversación o desfalco
  - Apropiación indebida
  - Malversación de caudales públicos
  - Sobrecobro
- Pump and dump
- Timo

## Fraude por países

### Fraude en los Estados Unidos
En Estados Unidos, por definición, fraude incluye toda práctica deshonesta llevada a cabo con la intención de causar daño o de privar a otro de sus derechos. El fraude en los Estados Unidos es ilegal tanto a nivel federal como estatal. Que un acusado de fraude enfrente cargos federales o estatales dependerá de múltiples factores, incluyendo quién es la víctima del fraude y los mecanismos utilizados para llevar a cabo el engaño.

### Fraude en México
En México, los fraudes previstos y sancionados por su legislación penal constituyen, específicamente, delitos autónomos y para solucionar los viejos conflictos de clasificación, varió radicalmente el sistema de exposición reglamentaria del delito, y actualmente no existe distinción entre el fraude genérico y los especificados; todos ellos están enumerados diferenciada y autónomamente, teniendo cada uno de los tipos legales de fraude, como constitutivos no aplica en instituciones financieras mientras no exista una demanda por parte del inconforme o afectado, siempre se devera presentar documentación que notifique o sea prueba del fraude, las instituciones financieras en México suelen amenazar a sus trabajadores con esta palabra (fraude).

### Fraude en España
Según el artículo 248 de la Ley de Enjuiciamiento Criminal   cometen fraude quienes, con ánimo de lucro, utilicen engaño suficiente para producir daño en otro, induciéndolo a realizar un acto de disposición en perjuicio propio o ajeno.
En el derecho español se diferencia entre las estafas constitutivas de delito y las que constituyen falta, estando la nota diferencial en el valor de lo estafado. Para entender todo esto, es necesario entender que la diferencia entre delito y falta se encuentra en los hechos.
- Las faltas sólo se castigan cuando son consumadas, es decir se ha realizado el resultado lesivo, pero esta regla no es absoluta, ya que las faltas contra las personas y contra el patrimonio se castigan, también, cuando son intencionadas.
- La reincidencia sólo cuenta con los delitos, no las faltas.
- Las faltas serán juzgadas por el juez de instrucción y los delitos por el juez del penal.
- Como regla, la diferencia básica está en la gravedad de la conducta.

En España el fraude alcanza a múltiples sectores. El fraude fiscal en España alcanzaría unos 80.000 millones de euros anuales, el 8% del PIB.
Algunos de los fraudes bancarios más importantes en España son los siguientes:
- Fraude de las preferentes en España
- Fraude de las cláusulas suelo en España
- Engaño en el Índice de Referencia de Préstamos Hipotecarios

### Fraude en Francia
En sociedad, los humanos buscan dar una cierta impresión de sí mismos. A veces dan la impresión de que saben que es usurpada, fraudulenta. La sociedad, ante estas falsas apariencias, reacciona de forma compleja. Por ejemplo, a los inmigrantes se les suele pedir que se vistan como si fueran de la nacionalidad del país de acogida, o a una mujer se le pide que parezca más joven de lo que realmente es. Generalmente no estará permitido para un niño actuar como mayor que su edad para beber alcohol en un bar. En la vida cotidiana, diversas técnicas de mentira no se consideran errores imperdonables. Por ejemplo, mentir por omisión permite que una persona falsee su discurso sin que se considere engaño; Muchas administraciones o empresas operan según este principio. Y las sociedades establecen toda una gradación entre mentira y verdad. Los mentirosos juegan con los códigos para lograr mejor su fin.
En general, los miembros de una sociedad tienden a confiar unos en otros. Pero las oportunidades y posibilidades de fraude son tan numerosas que el miedo a ser engañado o incluso engañado a causa de un desacuerdo es permanente. Peor aún, un solo error de presentación, incluso en un gesto trivial, puede poner en peligro la confianza en la apariencia general. Para protegerse de tal riesgo, un hablante transformará toda su actividad en una representación; se mostrará realizando su actividad según los códigos sociales reconocidos para esta actividad en lugar de simplemente realizar su tarea. Así, la representación social de una actividad difiere de la actividad misma y la falsifica inevitablemente. Esta diferencia entre una actividad y su apariencia, inherente a las relaciones sociales, corre el riesgo de ser engañosa y provocar una ruptura de la confianza. Pero, para comprender una sociedad o a uno de sus individuos, tal vez no se trate de buscar lo que es engañoso o no, sino que se trata primero de seguir las rupturas de confianza en la vida cotidiana. Ya sea en el caso de fraude o en el caso de una actividad legítima, los involucrados dedican la mayor parte de su tiempo a honrar la apariencia de la verdad. Así, el estudio de las relaciones engañosas puede enseñar el estudio de las relaciones sinceras.
Por ejemplo, vender antenas de televisión falsas a personas que no tienen televisión, etiquetas de viaje al extranjero para maletas a personas que no viajan, tapacubos de ruedas a personas que tienen automóviles corrientes, es una prueba de que estos objetos supuestamente utilitarios permiten crear una impresión de orden social. Por otro lado, si estudiamos a las personas que tienen televisores y que colocan antenas de televisión, es más difícil entender el papel de estas antenas en el mantenimiento de la apariencia.

### Fraude en el Reino Unido
En 2016, el valor estimado perdido a través del fraude en el Reino Unido fue de £193 mil millones al año.
En enero de 2018, el Financial Times informó que el valor del fraude en el Reino Unido alcanzó un máximo de 15 años de £2,11 mil millones en 2017, según un estudio. El artículo decía que la firma de contabilidad BDO examinó casos de fraude reportados por valor de más de £50,000 y encontró que el número total aumentó a 577 en 2017, en comparación con 212 en 2003. El estudio encontró que la cantidad promedio robada en cada incidente aumentó a £3,66 millones, frente a 1,5 millones de libras esterlinas en 2003.
En noviembre de 2017, el fraude es el delito penal más común en el Reino Unido, según un estudio realizado por Crowe Clark Whitehill, Experian y el Centro de Estudios Contra el Fraude. El estudio sugiere que el Reino Unido pierde más de 190 mil millones de libras esterlinas al año debido al fraude. £190 mil millones es más del 9% del PIB proyectado del Reino Unido para 2017 ($2,496 (£2,080) mil millones según Statistics Times. [cita requerida]) La estimación de fraude en la cifra del Reino Unido es más que el PIB total de países como Rumania, Catar y Hungría.
Según otro estudio realizado por la organización benéfica antifraude del Reino Unido Fraud Advisory Panel (FAP), el fraude empresarial representó 144.000 millones de libras esterlinas, mientras que el fraude contra particulares se estimó en 9.700 millones de libras esterlinas. La FAP ha sido especialmente crítica con el apoyo que la policía ofrece a las víctimas de fraude en el Reino Unido fuera de Londres. Aunque las víctimas de fraude generalmente son remitidas al centro nacional de denuncia de fraudes y delitos cibernéticos del Reino Unido, Action Fraud, la FAP descubrió que había "pocas posibilidades" de que estas denuncias de delitos fueran seguidas por cualquier tipo de acción policial sustantiva por parte de las autoridades del Reino Unido, según el informe.
En julio de 2016, se informó que los niveles de actividad fraudulenta en el Reino Unido aumentaron en los 10 años previos a 2016 de £52 mil millones a £193 mil millones. Esta cifra sería una estimación conservadora, ya que, como ha dicho el ex comisario de la policía de la ciudad de Londres, Adrian Leppard, sólo 1 de cada 12 delitos de este tipo se denuncian realmente. Donald Toon, director del comando de delitos económicos de la NCA, declaró en julio de 2016: "Las pérdidas anuales del Reino Unido por fraude se estiman en más de 190 mil millones de libras esterlinas". Las cifras publicadas en octubre de 2015 por la Encuesta sobre delitos en Inglaterra y Gales revelaron que se habían producido 5,1 millones de incidentes de fraude en Inglaterra y Gales durante el año anterior, lo que afectó aproximadamente a uno de cada 12 adultos y lo convirtió en la forma más común de delito.
También en julio de 2016, la Oficina de Estadísticas Nacionales (ONS) declaró: "El año pasado se cometieron casi seis millones de fraudes y delitos cibernéticos en Inglaterra y Gales y se estimó que hubo dos millones de delitos de uso indebido de computadoras y 3,8 millones de delitos de fraude en los 12 meses anteriores al finales de marzo de 2016." El fraude afecta a una de cada diez personas en el Reino Unido. Según la ONS, la mayor parte del fraude se relaciona con fraudes en cuentas bancarias. Estas cifras son independientes de la estimación principal de que otros 6,3 millones de delitos (distintos del fraude) se perpetraron en el Reino Unido contra adultos en el año hasta marzo de 2016.
El fraude no se incluyó en el "Índice de daños por delitos" publicado por la Oficina de Estadísticas Nacionales en 2016. Michael Levi, profesor de criminología en la Universidad de Cardiff, comentó en agosto de 2016 que era "profundamente lamentable" que el fraude quedara fuera del primer índice a pesar de ser el delito más común denunciado a la policía en el Reino Unido.  El Jefe de la Oficina Nacional de Auditoría (NAO), Sir Anyas Morse, también ha dicho: "Durante demasiado tiempo, como un delito de bajo valor pero de gran volumen, el gobierno, las fuerzas del orden y la industria han pasado por alto el fraude en línea. Ahora es el delito más común en Inglaterra y Gales y exige una respuesta urgente."
El Tesoro de Su Majestad emitió una guía para los departamentos del gobierno central en enero de 2011 relacionada con "Abordar el fraude interno", preocupada de que las presiones económicas y los posibles despidos de personal en ese momento pudieran llevar a aquellos funcionarios que "podrían verse tentados" a cometer fraude a aprovechar cualquier oportunidad que se les presentara. podría surgir, señalando un posible cambio en el equilibrio entre "la recompensa del fraude" y el riesgo de detección. Un aspecto de la orientación era equipar al personal para que esté atento a los "indicadores de fraude": pistas o indicios de que un miembro individual del personal, equipo o área de actividad podría necesitar "una mirada más cercana".: Section 4.16 
En 2022, el programa de televisión Scam Interceptors reveló que la mayoría del fraude en el Reino Unido se perpetraba desde centros de llamadas de estafa a escala industrial en Asia.